# Mustache
Mustache یک سیستم نشانه گذاری است که می‌تواند دراکشن‌اسکریپت، سی++، کلوژر، کافی‌اسکریپت، کلد فیوژن، دی (زبان برنامه‌نویسی)، دلفی (زبان برنامه‌نویسی)، ارلنگ، فانتوم (زبان برنامه‌نویسی)، گو (زبان برنامه‌نویسی)، هسکل (زبان برنامه‌نویسی)، آی‌او (زبان برنامه‌نویسی)، جاوا (زبان برنامه‌نویسی)، جاوااسکریپت، جولیا، لوآ (زبان برنامه‌نویسی)، چارچوب دات‌نت، آبجکتیو-سی، پرل، پی‌اچ‌پی، Pharo، پایتون (زبان برنامه‌نویسی)، دکتر اسکیم، روبی (زبان برنامه‌نویسی)، راست (زبان برنامه‌نویسی)، اسکالا، سوئیفت (زبان برنامه‌نویسی)، CFEngine و اکس‌کوئری. استفاده شود.

از Mustache به عنوان یک زبان نشانه گذاری بدون منطق یاد می‌شود، بخاطر اینکه از دستورهای شرطی یا کنترلی پشتیبانی نمی‌کند. هرچند که هم کار با حلقه و هم عبارهای شرطی می‌توانند به نحو دیگری در Mustache مورد استفاده قرار گیرند.

این سیستم به علت استفادهٔ بسیار زیاد از {} (براکت) در آن که شبیه به سبیل است Mustache (سبیل) نام گذاری شده.

از Mustache غالباً برای برنامه‌های موبایل و وب استفاده می‌شود.